# Colobothea olivencia
Colobothea olivencia är en skalbaggsart som beskrevs av Bates 1865. Colobothea olivencia ingår i släktet Colobothea och familjen långhorningar. Inga underarter finns listade i Catalogue of Life.